# ХК Лада
ХК Лада Тољати (рус. Хоккейный клуб «Лада» Тольятти) професионални је руски клуб у хокеју на леду из града Тољатија у Самарској области. Клуб је основан 1976. године као Торпедо Тољати, а садашње име носи од 1991. године. Тренутно се такмичи у Континенталној хокејашкој лиги (дивизија Харламов Источне конференције).
Своје домаће утакмице клуб игра на леду Лада арене у Тољатију капацитета 6.122 седећих места.

## Историјат
Хокејашки клуб Лада основан је 1976. године под именом ХК Торпедо Тољати и од тренутка свог оснивања екипа се пуних пет сезона такмичила у другој лиги Совјетског Савеза (трећа дивизија) и десет сезона у првој лиги (друга дивизија). Након распада Совјетског Савеза екипа Ладе се такмичи у разним ранговима руских хокејашких лига.
Екипа се такмичила у првенству Континенталне хокејашке лиге у прве две сезоне постојања овог такмичења (сезоне 2008/09. и 2009/10) али је по окончању друге сезоне због финансијских проблема и недостатка адекватне дворане екипа привремено суспендована из лиге и такмичила се у првенству Више хокејашке лиге. Четири сезоне касније екипа се финансијски и технички консолидовала и од сезоне 2014/15. поново је део КХЛ лиге.
Највећи успеси клуба су две титуле националног првака Русије у сезонама 1993/94. и 1995/96, те титула победника Континенталног купа у сезони 2005/06. У КХЛ лиги само су једном успели да се пласирају у плејоф, и то у првој сезони, али су испали у осмини финала од московског ЦСКА укупним резултатом 2:3 у победама.